# 仙台市立南光台小学校
仙台市立南光台小学校（せんだいしりつ なんこうだいしょうがっこう）は、宮城県仙台市泉区南東部の住宅地にある公立小学校。略称は「南小」（なんしょう）。

## 所在地
宮城県仙台市泉区南光台七丁目10番1号

## 沿革
- 1970年4月1日 - 泉町立南光台小学校が七北田小学校より分離開校。当初は、仙台市立旭丘小学校内に設置された。
- 1970年12月4日 - 校旗・校歌披露発表会。
- 1971年3月1日 - 校舎完成・移転。
- 1971年10月23日 - プール完成。
- 1971年11月1日 - 市制施行により、泉市立南光台小学校に改称。
- 1972年5月6日 - 屋内運動場竣工。
- 1976年4月1日 - 泉市立南光台東小学校と分離。
- 1978年6月12日 - 宮城県沖地震により、校舎に大きな被害を受ける。
- 1981年4月1日 - 泉市立八乙女小学校と分離。
- 1986年11月1日 - 校木けやき制定
- 1988年3月1日 - 仙台市との合併により仙台市立南光台小学校に改称。
- 2002年4月1日 - 2学期制実施・学校週5日制実施。

## 校歌
作詞　扇畑忠雄　作曲　福井文彦

## シンボル
- 校木：けやき

## 教育目標
1. まなぶ力をはぐくむ
2. まなぶ機会を広げる
3. まなぶ資源を豊かにする

## 主な卒業生
- 遊佐未森（歌手）
- 富澤たけし（サンドウィッチマン）